# Bergvattssjön (Gideå socken, Ångermanland)
Bergvattssjön är en sjö i Örnsköldsviks kommun i Ångermanland och ingår i Gideälvens huvudavrinningsområde. Sjön har en area på 0,248 kvadratkilometer och ligger 106 meter över havet.

## Delavrinningsområde
Bergvattssjön ingår i det delavrinningsområde (704970-164236) som SMHI kallar för Inloppet i Bodumsjön. Medelhöjden är 161 meter över havet och ytan är 9,03 kvadratkilometer. Räknas de 381 avrinningsområdena uppströms in blir den ackumulerade arean 3 224,32 kvadratkilometer. Avrinningsområdets utflöde Gideälven mynnar i havet. Avrinningsområdet består mestadels av skog (64 procent) och öppen mark (13 procent). Avrinningsområdet har 0,28 kvadratkilometer vattenytor vilket ger det en sjöprocent på 3,1 procent.